# 段文晖
段文晖（1967年1月14日—），男，湖南冷水江人，中国材料科学专家，清华大学教授，中国科学院院士。

## 生平
1986、1988与1992年先后获得清华大学学士、硕士和博士学位。
2017年当选为中国科学院院士。